# Thamnophilus praecox
Thamnophilus praecox là một loài chim trong họ Thamnophilidae.

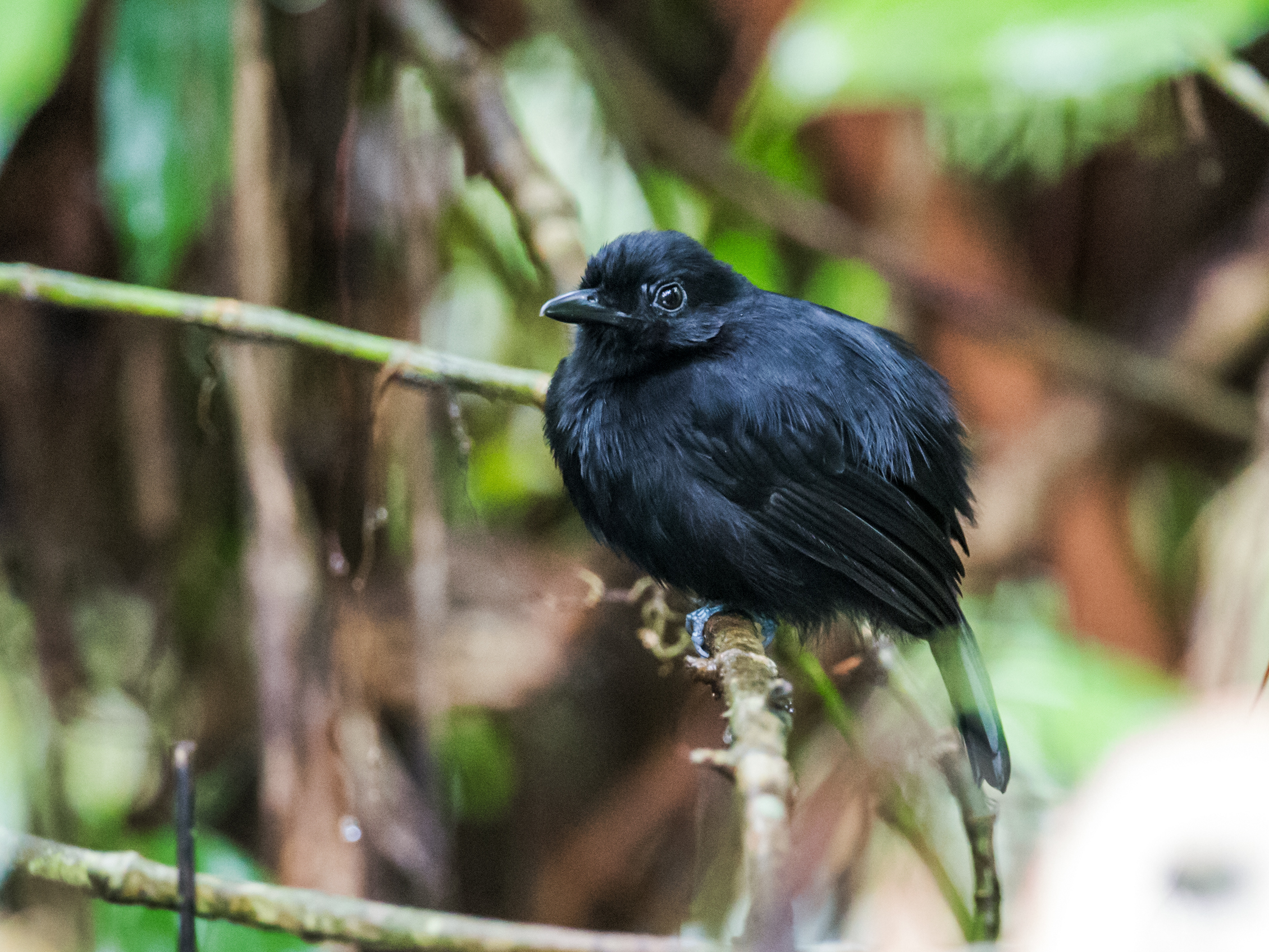